# Afri-Cola

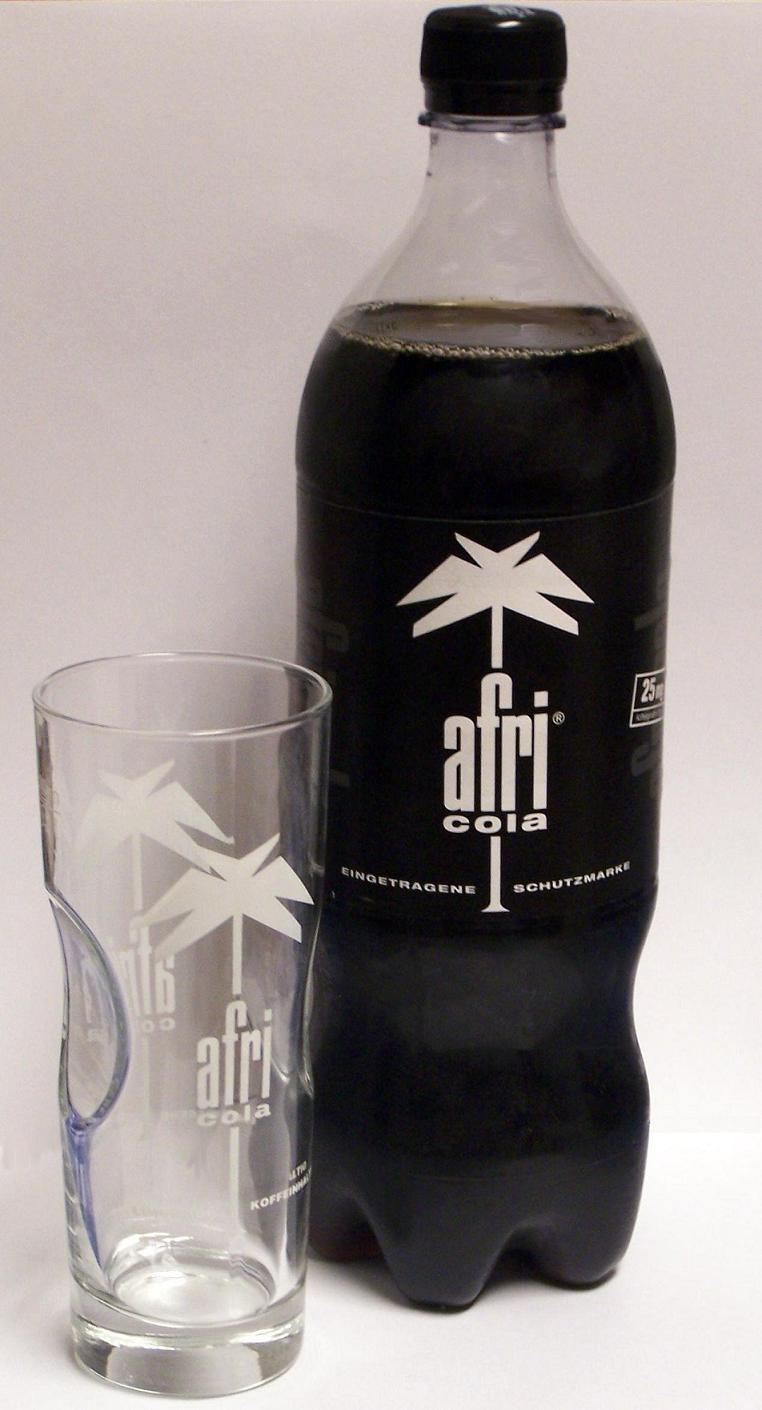
Afri-Cola

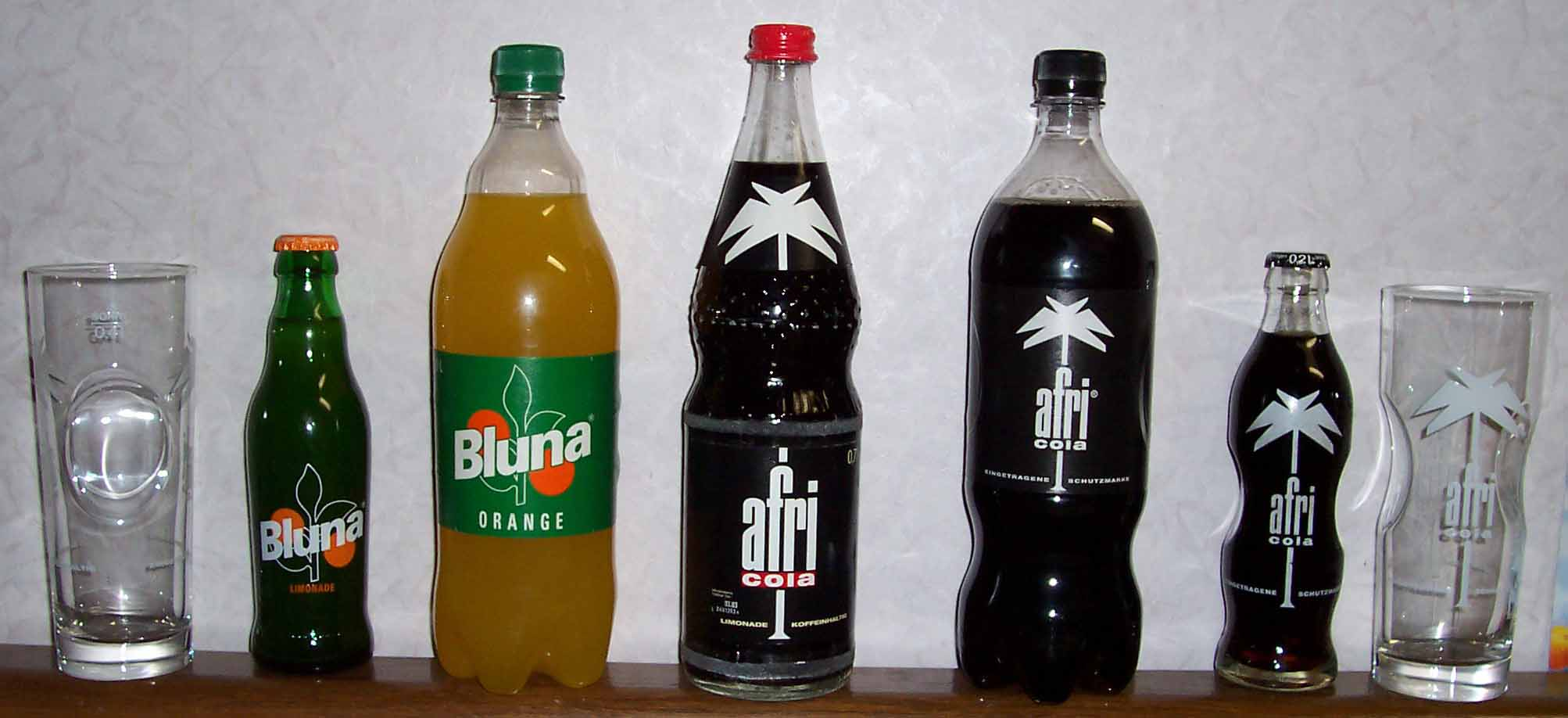
Verschillende flessen Afri-Cola en Bluna

Afri-Cola is een colamerk dat wordt geproduceerd in Duitsland. Het merk werd in 1931 geregistreerd door F. Blumhoffer Nachfolger GmbH, het bedrijf dat ook het sinasmerk "Bluna" produceerde. Het bleef tot 1998 eigenaar. Tegenwoordig wordt het merk gevoerd door Mineralbrunnen Überkingen-Teinach AG.
In de jaren 1960 raakte Afri-Cola haar positie op de Duitse markt kwijt vanwege de grote concurentie. In 1998 werd het merk gepromoot door in te spelen op de 'retro' aspecten er van. Dit had enig succes, Afri-Cola bleef in Duitsland verkocht worden. De smaak van de drank die in 1998 op de markt werd gebracht, was echter niet hetzelfde als die van de oorspronkelijke. Ook was de hoeveelheid cafeïne verlaagd van het buitengewoon hoge 250 mg/L naar 150 mg/L, omdat men het dan niet speciaal op de verpakking hoefde aan te geven.
Het nieuwe recept viel niet in de smaak bij de consument, daarom werd in 2005 het cafeïnegehalte verhoogd tot ongeveer 200 mg/L. De cafeïne was nu ook weer aangegeven als ingrediënt op de etiketten. Omdat dit onvoldoende resultaat had werd in 2006 teruggegrepen naar de oorspronkelijke receptuur met het cafeïnegehalte van 250 mg/L.

## Verkrijgbaarheid buiten Duitsland
In het midden van de jaren 1990 ging een Amerikaans bedrijf Afri-Cola importeren. Het verkocht de cola voornamelijk in het gebied rondom Seattle met als reclameslogan 'highest cafeïne content allowed by law'. en ging zo de concurrentie aan met andere cola's met een hoog cafeïnegehalte, zoals Jolt Cola en Fukola Cola. Nadat Afri-Cola enige tijd volop verkrijgbaar was in winkels en supermarkten is het in Seattle weer grotendeels verdwenen. Het wordt nog verkocht in enkele cafés en gespecialiseerde winkels.
De Duitse eigenaar van het merk exporteert Afri-Cola zelf naar Frankrijk, Oostenrijk, Saoedi-Arabië, Tsjechië, Zwitserland en België.